# Immissionspumpversuch
Ein Immissionspumpversuch ist ein hydrogeologischer Pumpversuch zur Bestimmung des Massenflusses einer Zielsubstanz durch eine Kontrollebene in einem Aquifer.
In einem oder mehreren Brunnen wird für mehrere Tage Grundwasser gefördert. Das heraufgepumpte Grundwasser wird während der Pumpmaßnahme mehrfach beprobt und die Konzentration der zu untersuchenden Stoffe bestimmt, so etwa Schadstoffe einer Grundwasserkontamination. Über die Auswertung der resultierenden Konzentrationsganglinien kann ermittelt werden, wie hoch der Massenfluss des untersuchten Stoffs durch die entsprechende Kontrollebene ist. Die Konzentrationsganglinien können über verschiedene Verfahren ausgewertet werden, so zum Beispiel einen transienten Inversions-Algorithmus, der an der Universität Tübingen entwickelt wurde.